# D’Angelo Russell
D'Angelo Danté Russell (Louisville, 1996. február 23. –) amerikai kosárlabdázó, a Dallas Mavericks játékosa a National Basketball Associationben (NBA). 2014-ben beválasztották a McDonald's All-American csapatba és egyetemen az Ohio State Buckeyes tagja volt. Második helyen választotta a 2015-ös NBA-draftban a Los Angeles Lakers, 2016-ban beválasztották az NBA Második újonc csapatába. 2017-ben csatlakozott a Brooklyn Nets csapatához, ahol 2019-ben NBA All Star lett. 2019 nyarán aláírt a Golden State Warriors-zal, majd fél év után a Minnesota Timberwolves csapatához igazolt.

## Középiskola

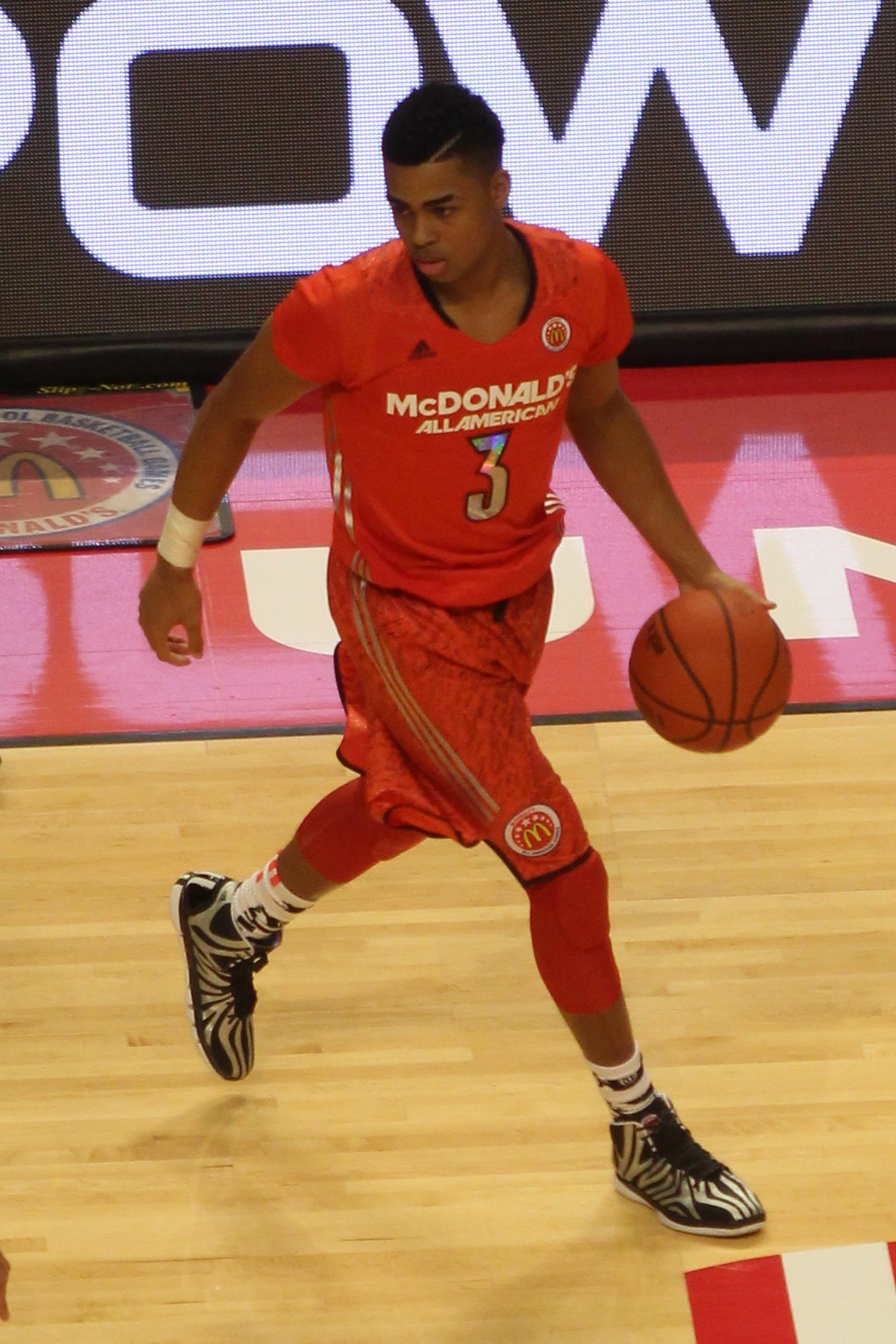
Russell a 2014-es McDonald's All-American All Star-gálán

Russell a Louisville-i Central Középiskolába járt a 2010–2011-es szezonban, mielőtt a Montverde Academy játékosa lett másodéves korában. 2013-ban és 2014-ben nemzeti bajnok lett a csapattal, Ben Simmons mellett.
2013 júniusában döntötte el, hogy az Ohio State Egyetem játékosa lesz. Ötcsillagos játékosnak számított.

## Egyetem
Russel egy szezont játszott az Ohio State Buckeyes játékosaként. 2015. január 9-én karrierrekord 14 lepattanót szerzett a Maryland ellen, amelyet január 21-én egy karrierrekord 33 ponttal követett a Northwestern ellen. Február 8-án a Rutgers elleni 79–60 arányú győzelem alkalmával Russell tripladuplát szerzett 23 ponttal, 11 lepattanóval és 11 gólpasszal. Az Ohio State történetében ő volt az első elsőéves, aki ezt elérte. Az NCAA torna alatt Russell 28 pontot szerzett  a VCU elleni mérkőzésen, amelyet a csapat hosszabbítás után nyert meg, 75–72 arányban. Ennek ellenére csapata szezonja a következő körben véget ért, mikor kikaptak az Arizonától (73–58). Russell elnyerte az Oscar Robertson trófeát, a Wayman Tisdale díjat és a Jerry West díjat. Beválasztották a Consensus All-American Első csapatba, az All-Big Ten Első csapatba és a Big Ten Az év elsőévese lett. 35 mérkőzés alatt a 2014–2015-ös szezonban Russell 33.9 játszott perc alatt 19.3 pontot, 5.7 lepattanót, 5 gólpasszt és 1.6 labdaszerzést átlagolt mérkőzésenként.
2015. április 22-én Russell bejelentette, hogy részt fog venni a 2015-ös NBA-drafton. A 2015-ös osztály egyik legjobb játékosának számított. A Los Angeles Lakers a második helyen választotta.

## NBA-karrier

### 2015–2017: Los Angeles Lakers

#### 2015–2016-os szezon: Újonc szezon

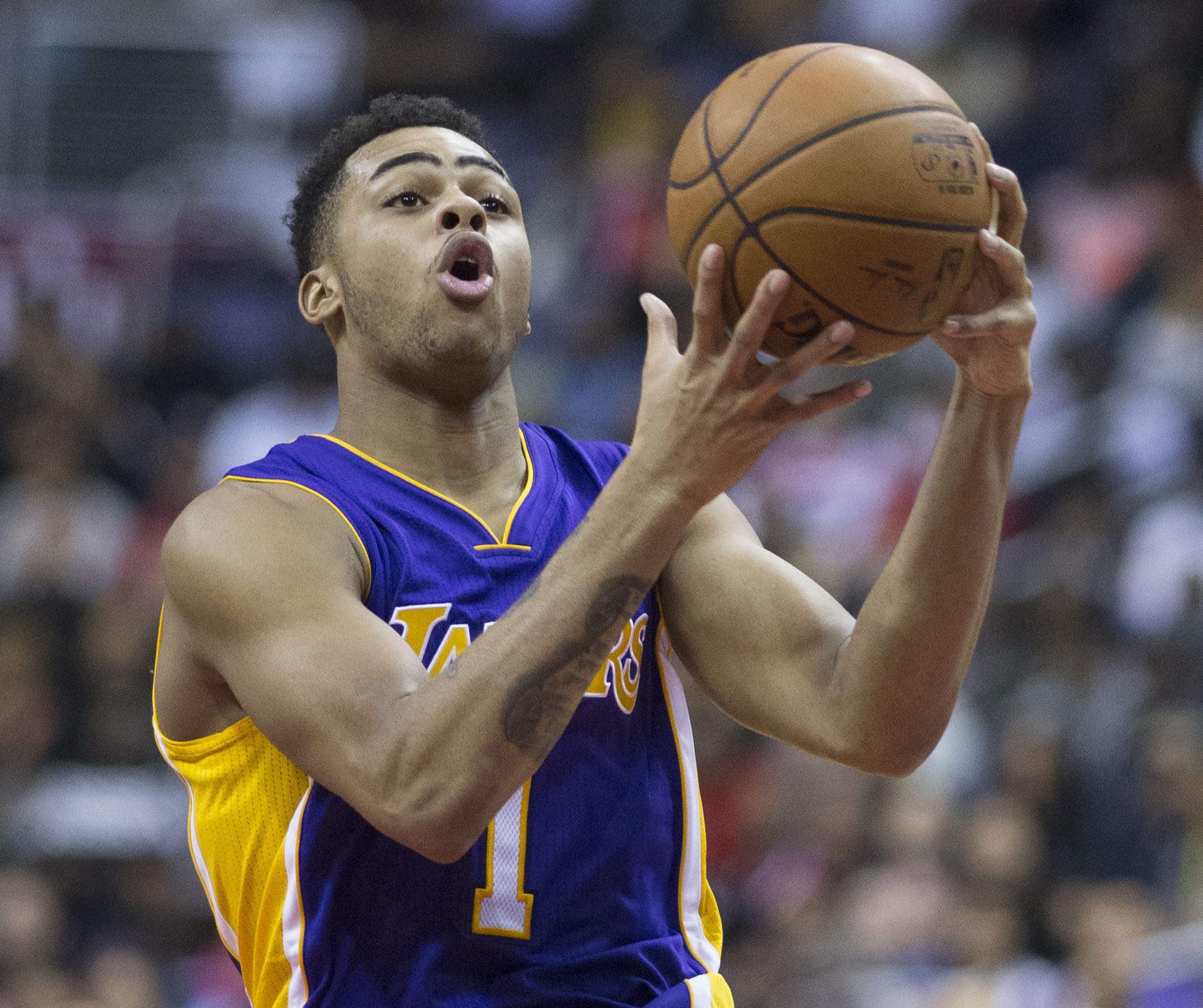
Az újonc Russell 2015-ben.

2015. június 25-én Russellt a Los Angeles Lakers a második helyen választotta a 2015-ös NBA-drafton. A debütáló mérkőzésén 2015. október 28-án négy pontot szerzett, három lepattanó és két gólpassz mellett, 26 perc alatt (vs. Minnesota Timberwolves, 112–111-es vereség). December 4-én érte el karrierjében első dupladupláját, mikor 16 pontot és 10 lepattanót szerzett az Atlanta Hawks elleni 112–111 arányú vereség során. 2016. január 7-én 27 pontjából 11-et a negyedik negyedben szerzett a Sacramento Kings ellen. Március 1-én új karrierrekordot állított be, 39 szerzett ponttal és 8 hárompontossal a Brooklyn Nets ellen (107–101). Ez a 39 pont a legtöbb volt az újoncok között a 2015–2016-os szezonban és a legtöbb szerzett pont egy Lakers-rookie által Elgin Baylor óta (55, 1959). A nyolc hárompontosa megdöntötte Nick Van Exel Lakers-újonc rekordját, aki hatot tudott szerezni. A szezonban a Lakers legtöbb labdaszerzését szerezte és az újoncok között is ő volt a legjobb a kategóriában. A legfiatalabb játékos lett, aki 130 hárompontost tudott szerezni egy szezonban. Beválasztották a második újonc csapatba.

#### 2016–2017-es szezon
A Lakers szezonnyitóján, 2016. október 26-án Russell 20 pontot szerzett a Houston Rockets ellen. November 15-én akkori szezonrekord 32 pontja volt a Nets ellen. Ezt követően januárig nem játszott térdsérülés következtében. Január 31-én megszerezte második dupladupláját karrierje során, 22 ponttal, karrierrekord 10 gólpasszal és 7 lepattanóval. Két nappal később máris megdöntötte gólpassz rekordját, mikor 11 asszisztja volt a Washington Wizards ellen. Március 19-én karrierrekord 40 pontot szerzett a Cleveland Cavaliers elleni vereség (125–120) alkalmával.

### 2017–2019: Brooklyn Nets

#### 2017–2018-as szezon

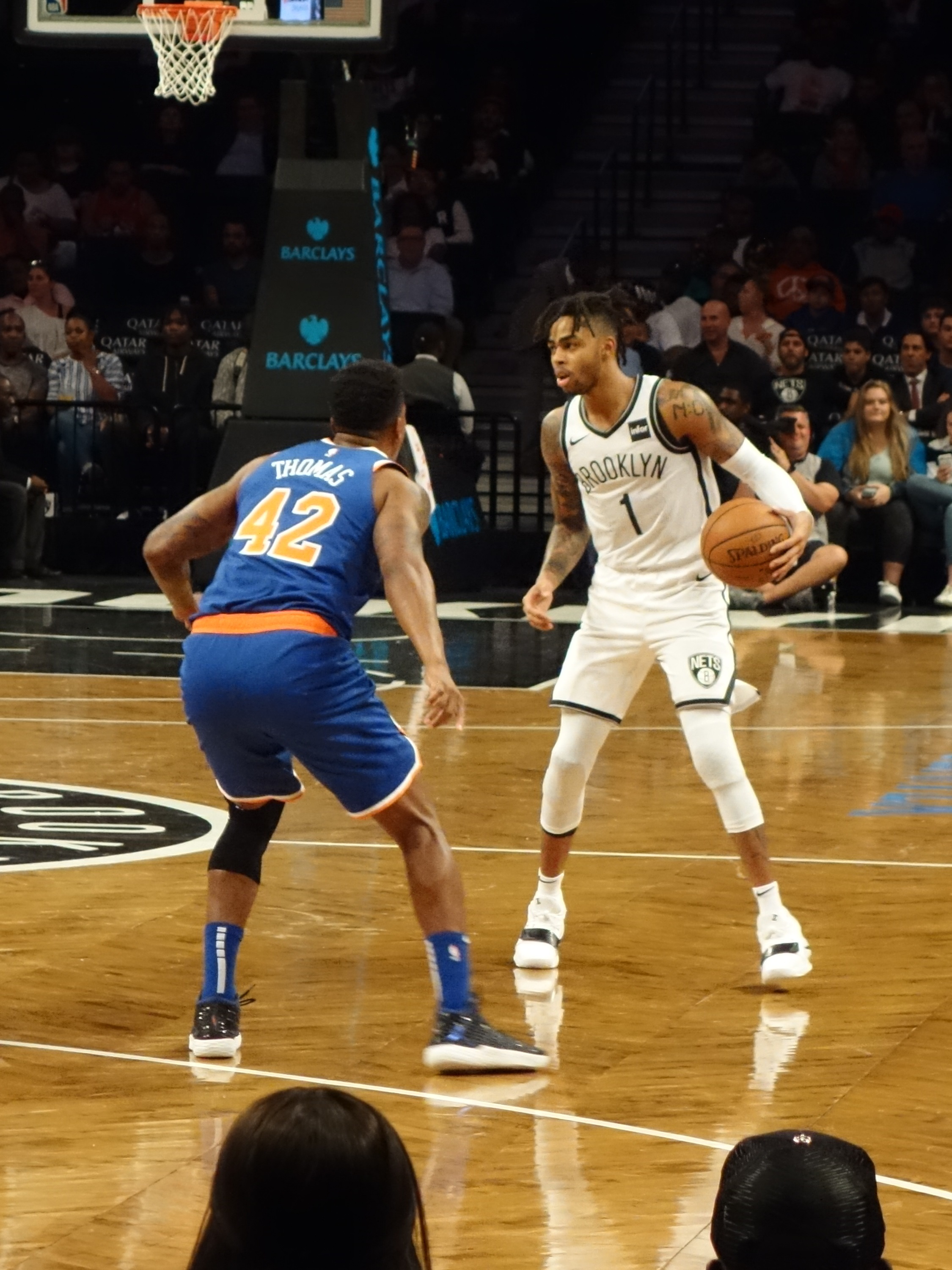
Russell a Nets színeiben a New York Knicks ellen, 2018-ban.

2017. június 22-én Russellt és Timofey Mozgovot a Brooklyn Nets csapatába küldték Brook Lopez és Kyle Kuzma játékjogáért (27. választás, 2017-es draft). Debütáló mérkőzésén Russell 30 pontot és 5 gólpasszt szerzett a Indiana Pacers ellen. Október 31-én szezonrekord 33 pontja volt a Phoenix Suns ellen, majd november 17-én megműtötték bal térdét és emiatt ki kellett hagynia kifejezetten hosszú időt. Január 19-én tért vissza, 32 kihagyott mérkőzés után 14 percet játszott a Miami Heat ellen. Január 31-én volt a sérülése óta legjobb mérkőzése, mikor 22 pontot szerzett a Philadelphia 76ers ellen. Február 14-én 18 pontja és 9 gólpassza volt a cserepadról érkezve, amellyel az első Nets játékos lett, aki legalább 15 pontot és 5 gólpasszt szerzett sorozatban három meccsen cserejátékosként, Orlando Woolridge (1986–1987) óta. Február 22-én november óta először volt kezdő és 19 pontot szerzett a Charlotte Hornets elleni vereség (111–96) alkalmával. Öt nappal később 27 pontja volt a Cleveland Cavaliers ellen. Március 13-án 32 pontjából 24-et az első negyedben szerzett, amely a legtöbbnek számított Nets játékosok között Vince Carter 24 pontos negyede óta (2005. április 4. vs. Boston). Március 23-án megszerezte első tripladupláját, 18 ponttal, 13 gólpasszal és 11 lepattanóval a Toronto Raptors ellen. Terrence Williams (2010, vs. Chicago) óta ő volt az első Net, akinek ez sikerült.

#### 2018–2019-es szezon: első év a rájátszásban
2018. november 12-én Russell karrierrekord kilenc hárompontost szerzett, 31 pont mellett a Minnesota Timberwolves elleni vereség alatt. November 25-én szerezte legtöbb pontját a Nets játékosaként, mikor 38 pontja, 8 gólpassza és 8 lepattanója volt a 76ers ellen. December 18-án 22 pontja és karrierrekord 13 gólpassza volt a Los Angeles Lakers ellen. Január 2-án megismételte ezt a Boston Celtics ellen. Négy nappal később karrierrekord 40 pontot szerzett az Orlando Magic ellen. Ezen a héten a hét játékosa lett a keleti főcsoportban. 2019. február 1-én életében először All Star lett, a megsérült Victor Oladipo helyét átvéve. Február 11-én 28 pontot és karrierrekord 14 gólpasszt szerzett a Raptors ellen. Két nappal később 36 pontjából 14-et a harmadik hosszabbításban szerezte a Cavaliers ellen. Február 23-án ismét elérte karrierrekord 40 pontját a Hornets ellen. Március 19-én karrierrekord 44 pontjából 27-et a negyedik negyedben szerezte a Sacramento Kings elleni győzelem alatt. Ezek mellett négy hárompontosa volt a negyedben, amellyel megdöntötte Allen Crabbe csapatrekordját, amely 201 hárompontos volt egy szezonban. Március 25-én 39 pontja, 9 lepattanója és 8 gólpassza volt a Portland Trail Blazers ellen.
Russell segítségével a Nets hatodik lett (42–40) a keleti főcsoportban. Az első mérkőzésen a Philadelphia 76ers ellen Russell 26 pontot szerzett és győzelemre vezette csapatát. A következő négy mérkőzést megnyerte a 76ers, így kiesett a Nets.

### 2019–2020: Golden State Warriors
2019. július 7-én Russell a Golden State Warriors játékosa lett a Kevin Durant játékjogáért történő cserében. November 8-án Russell karrierrekord 52 pontot szerzett a Minnesota Timberwolves elleni 125–119 arányú vereség alkalmával.

### 2020–2023: Minnesota Timberwolves

#### 2019–2020-as szezon
Mindössze fél évvel később Russelt a Warriors a Timberwolves csapatába küldte Jacob Evansszel és Omari Spellmannel együtt Andrew Wigginsért és draft választásokért cserébe. Négy nappal később debütált Minnesotában, 22 pontot és 5 gólpasszt szerezve a Toronto Raptors ellen. Február 12-én 26 pontja és 11 gólpassza volt a Hornets ellen. Február 23-án nem játszott a Denver Nuggets ellen, hogy pihentesse térdét. Mivel a mérkőzést országosan közvetítették, az NBA megbüntette a csapatot 25 ezer dollárra, mert pihentetett egy egészséges játékost. Ez volt az első alkalom, hogy a liga megbüntetett egy csapatot ezért. A következő három mérkőzésén 29, 27 és 28 pontja volt, átlagosan 6 gólpassz és közel 4 lepattanó mellett. A szezont 28 ponttal, 6 lepattanóval, 5 gólpasszal és 4 labdaszerzéssel zárta a Houston Rockets ellen.

#### 2020–2021-es szezon
Az elhalasztott 2020–2021-es szezont Russell 18 ponttal, 5 lepattanóval és 4 gólpasszal kezdte december 23-án. Január 5-én 33 pontja és 11 gólpassza volt a Denver Nuggets elleni vereség alkalmával. Január 18-án 31 pontot, 7 gólpasszt és 4 labdaszerzést szerzett az Atlanta Hawks ellen. 2021 februárjában átesett egy térdműtéten, amely következtében kihagyott két hónapot. A sérülés előtt 19.3 pontot, 5.1 gólpasszt és 2.6 lepattanót átlagolt. Visszatérésén a Sacramento Kings ellen 25 pontot és 5 lepattanót szerzett. Négy nappal később 26 pontja és 8 gólpassza volt a Celtics ellen. A Utah Jazz elleni győzelem során, április 26-án 27 pontot és 12 gólpasszt szerzett. A szezon utolsó mérkőzésén 23 pontja és 10 gólpassza volt a Dallas Mavericks ellen. Visszatérésétől a szezon végéig 18.7 pontot, 6.5 gólpasszt és 2.7 lepattanót átlagolt átlagolt. A Timberwolves 13. lett a nyugati főcsoportban.

#### 2021–2022-es szezon
2022. február 24-én Russell vezetésével a Timberwolves legyőzte a Memphis Grizzlies csapatát 119–114-re, miután szezoncsúcs 37 pontot szerzett és 9 gólpasszt adott. A szezon Play-In mérkőzésén 29 ponttal segítette csapatát győzelemhez, miután Karl-Anthony Towns-t kiállították 7 perccel a mérkőzés vége előtt. A csapat ezzel 2018 óta először és az előző 18 évben mindössze másodjára jutott a rájátszásba.

### 2023–napjainkig: Visszatérés Los Angelesbe
2023. február 9-én Russel visszakerült a Lakers-be, egy három csapatos megegyezés részeként. Február 11-én mutatkozott be másodjára a kaliforniai csapat színeiben, 15 pontot, 5 gólpasszt és 6 lepattanót szerezve a címvédő Golden State Warriors ellen.

## Statisztikák
A Basketball Reference adatai alapján.

### Egyetem
| Év      | Csapat     | JM | KM | JP/M | MG%  | 3P%  | BD%  | L/M | GP/M | S/M | B/M | P/M  |
| ------- | ---------- | -- | -- | ---- | ---- | ---- | ---- | --- | ---- | --- | --- | ---- |
| 2014–15 | Ohio State | 35 | 35 | 33.9 | .449 | .411 | .756 | 5.7 | 5.0  | 1.6 | .3  | 19.3 |

### NBA

#### Alapszakasz
| Év        | Csapat                 | JM  | KM  | JP/M | MG%  | 3P%  | BD%  | LP/M | GP/M | L/M | B/M | P/M  |
| --------- | ---------------------- | --- | --- | ---- | ---- | ---- | ---- | ---- | ---- | --- | --- | ---- |
| 2015–2016 | Los Angeles Lakers     | 80  | 48  | 28,2 | .410 | .351 | .737 | 3,4  | 3,3  | 1,2 | 0,2 | 13,2 |
| 2016–2017 | Los Angeles Lakers     | 63  | 60  | 28,7 | .405 | .352 | .782 | 3,5  | 4,8  | 1,4 | 0,3 | 15,6 |
| 2017–2018 | Brooklyn Nets          | 48  | 35  | 25,7 | .414 | .324 | .740 | 3,9  | 5,2  | 0,8 | 0,4 | 15,5 |
| 2018–2019 | Brooklyn Nets          | 81  | 81  | 30,2 | .434 | .369 | .780 | 3,9  | 7,0  | 1,2 | 0,2 | 21,1 |
| 2019–2020 | Golden State Warriors  | 33  | 33  | 32,1 | .430 | .374 | .785 | 3,7  | 6,2  | 0,9 | 0,3 | 23,6 |
| 2019–2020 | Minnesota Timberwolves | 12  | 12  | 32,7 | .412 | .345 | .873 | 4,6  | 6,6  | 1,4 | 0,3 | 21,7 |
| 2020–2021 | Minnesota Timberwolves | 42  | 26  | 28,5 | .431 | .387 | .765 | 2,6  | 5,8  | 1,1 | 0,4 | 19,0 |
| 2021–2022 | Minnesota Timberwolves | 65  | 65  | 32,0 | .411 | .340 | .825 | 3,3  | 7,1  | 1,0 | 0,3 | 18,1 |
| 2022–2023 | Minnesota Timberwolves | 54  | 54  | 32,9 | .465 | .391 | .856 | 3,1  | 6,2  | 1,1 | 0,4 | 17,9 |
| 2022–2023 | Los Angeles Lakers     | 17  | 17  | 30,9 | .484 | .414 | .735 | 2,9  | 6,1  | 0,6 | 0,5 | 17,4 |
| 2023–2024 | Los Angeles Lakers     | 76  | 69  | 32,7 | .456 | .415 | .828 | 3,1  | 6,3  | 0,9 | 0,5 | 18,0 |
| 2024–2025 | Los Angeles Lakers     | 29  | 10  | 26,3 | .415 | .333 | .849 | 2,8  | 4,7  | 0,8 | 0,1 | 12,4 |
| 2024–2025 | Brooklyn Nets          | 29  | 26  | 24,7 | .367 | .297 | .826 | 2,8  | 5,6  | 1,1 | 0,7 | 12,9 |
| Összesen  | Összesen               | 629 | 536 | 29,8 | .427 | .365 | .796 | 3,4  | 5,7  | 1,1 | 0,3 | 17,3 |
| All Star  | All Star               | 1   | 0   | 12,0 | .400 | .400 | .000 | 1,0  | 3,0  | 0,0 | 0,0 | 6,0  |

#### Play-in
| Év       | Csapat                 | JM | KM | JP/M | MG%  | 3P%  | BD%   | L/M | GP/M | S/M | B/M | P/M  |
| -------- | ---------------------- | -- | -- | ---- | ---- | ---- | ----- | --- | ---- | --- | --- | ---- |
| 2022     | Minnesota Timberwolves | 1  | 1  | 37,5 | .556 | .600 | .750  | 5,0 | 6,0  | 3,0 | 0,0 | 29,0 |
| 2023     | Los Angeles Lakers     | 1  | 1  | 23,9 | .111 | .000 | —     | 3,0 | 8,0  | 1,0 | 1,0 | 2,0  |
| 2024     | Los Angeles Lakers     | 1  | 1  | 36,5 | .500 | .455 | 1.000 | 0,0 | 6,0  | 1,0 | 1,0 | 21,0 |
| Összesen | Összesen               | 3  | 3  | 33,2 | .439 | .400 | .800  | 2,7 | 6,7  | 1,7 | ,7  | 17,3 |

#### Rájátszás
| Év       | Csapat                 | JM | KM | JP/M | MG%  | 3P%  | BD%  | L/M | GP/M | S/M | B/M | P/M  |
| -------- | ---------------------- | -- | -- | ---- | ---- | ---- | ---- | --- | ---- | --- | --- | ---- |
| 2019     | Brooklyn Nets          | 5  | 5  | 29,6 | .359 | .324 | .846 | 3,6 | 3,6  | 1,4 | 0,2 | 19,4 |
| 2022     | Minnesota Timberwolves | 6  | 6  | 32,7 | .333 | .387 | .750 | 2,5 | 6,5  | 1,5 | 0,0 | 12,0 |
| 2023     | Los Angeles Lakers     | 16 | 15 | 29,6 | .426 | .310 | .769 | 2,9 | 4,6  | 0,7 | 0,3 | 13,3 |
| 2024     | Los Angeles Lakers     | 5  | 5  | 36,9 | .384 | .318 | .500 | 2,8 | 4,2  | 0,8 | 0,2 | 14,2 |
| Összesen | Összesen               | 31 | 31 | 31,3 | .388 | .327 | .772 | 2,9 | 4,8  | 1,0 | 0,2 | 14,2 |

## Díjak
- NBA-Kupa győztes (2023)
- NBA All Star (2019)
- NBA Második újonc csapat (2016)
- Consensus All-American Első csapat (2015)
- All-Big Ten Első csapat (2015)
- Big Ten Az év elsőévese (2015)
- Jerry West-díj (2015)
- McDonald's All-American (2014)[72]